# Arnold Allen
Arnold Allen (Suffolk, 17 gennaio 1994) è un artista marziale misto britannico.
Combatte nella divisione dei pesi piuma per l'organizzazione statunitense UFC.

## Caratteristiche tecniche
Allen è un lottatore abbastanza completo, dotato di un buon background nelle discipline del pugilato e della lotta libera.

## Carriera nelle arti marziali miste

### Ultimate Fighting Championship
Nel novembre del 2014 sigla un contratto con la promozione UFC.
Compie il suo debutto nell'ottagono il 20 giugno 2015, sostituendo l'infortunato Mike Wilkinson contro Alan Omer a UFC Fight Night 69. Dopo aver perso le prime due riprese Allen si aggiudica la vittoria tramite sottomissione all'ultimo round, conquistando tra l'altro il riconoscimento Performance of the Night.
Nel suo secondo incontro in UFC sfida Yaotzin Meza il 27 febbraio 2016 in occasione di UFC Fight Night 84, trionfando per decisione unanime.

## Risultati nelle arti marziali miste
| Risultato | Record | Avversario       | Metodo                               | Evento                                  | Data             | Round | Tempo | Città                        | Note                                                        |
| --------- | ------ | ---------------- | ------------------------------------ | --------------------------------------- | ---------------- | ----- | ----- | ---------------------------- | ----------------------------------------------------------- |
| Vittoria  | 20-3   | Giga Chikadze    | Decisione (unanime)                  | UFC 304                                 | 27 luglio 2024   | 3     | 5:00  | Manchester, Inghilterra      |                                                             |
| Sconfitta | 19-3   | Movsar Evloev    | Decisione (unanime)                  | UFC 297                                 | 20 gennaio 2024  | 3     | 5:00  | Toronto, Canada              |                                                             |
| Sconfitta | 19-2   | Max Holloway     | Decisione (unanime)                  | UFC on ESPN: Holloway vs. Allen         | 15 aprile 2023   | 5     | 5:00  | Kansas, Stati Uniti          |                                                             |
| Vittoria  | 19-1   | Calvin Kattar    | KO tecnico (infortunio al ginocchio) | UFC Fight Night: Kattar vs. Allen       | 29 ottobre 2022  | 2     | 0:08  | Las Vegas, Stati Uniti       |                                                             |
| Vittoria  | 18-1   | Dan Hooker       | KO tecnico (pugni e gomitate)        | UFC Fight Night: Volkov vs. Aspinall    | 19 marzo 2022    | 1     | 2:33  | Londra, Inghilterra          | Performance of the Night                                    |
| Vittoria  | 17-1   | Sodiq Yusuff     | Decisione (unanime)                  | UFC on ABC: Vettori vs. Holland         | 10 aprile 2021   | 3     | 5:00  | Las Vegas, Stati Uniti       |                                                             |
| Vittoria  | 16-1   | Nik Lentz        | Decisione (unanime)                  | UFC Fight Night: Blaydes vs. dos Santos | 25 gennaio 2020  | 3     | 5:00  | Raleigh, Stati Uniti         |                                                             |
| Vittoria  | 15-1   | Gilbert Melendez | Decisione (unanime)                  | UFC 239: Jones vs. Santos               | 6 luglio 2019    | 3     | 5:00  | Las Vegas, Stati Uniti       |                                                             |
| Vittoria  | 14-1   | Jordan Rinaldi   | Decisione (unanime)                  | UFC Fight Night: Till vs. Masvidal      | 16 marzo 2019    | 3     | 5:00  | Londra, Inghilterra          |                                                             |
| Vittoria  | 13-1   | Mads Burnell     | Sottomissione (front choke)          | UFC Fight Night: Thompson vs. Till      | 27 maggio 2018   | 3     | 2:41  | Liverpool, Inghilterra       | Performance of the Night                                    |
| Vittoria  | 12-1   | Makwan Amirkhani | Decisione (non unanime)              | UFC Fight Night: Manuwa vs. Anderson    | 18 marzo 2017    | 3     | 5:00  | Londra, Inghilterra          |                                                             |
| Vittoria  | 11-1   | Yaotzin Meza     | Decisione (unanime)                  | UFC Fight Night: Silva vs. Bisping      | 27 febbraio 2016 | 3     | 5:00  | Londra, Inghilterra          |                                                             |
| Vittoria  | 10-1   | Alan Omer        | Sottomissione (guillotine choke)     | UFC Fight Night: Jędrzejczyk vs. Penne  | 20 giugno 2015   | 3     | 1:41  | Berlino, Germania            | Ritorno nei pesi piuma, Performance of the Night            |
| Vittoria  | 9-1    | Paul Cook        | KO tecnico (stop medico)             | M4TC 15                                 | 29 novembre 2014 | 2     | 5:00  | Tyne and Wear, Inghilterra   | Debutto nei pesi leggeri, Vince il titolo M4TC pesi leggeri |
| Vittoria  | 8-1    | Gaetano Pirello  | Decisione (unanime)                  | CWFC 71                                 | 22 agosto 2014   | 3     | 5:00  | Amman, Giordania             |                                                             |
| Sconfitta | 7-1    | Marcin Wrzosek   | Decisione (unanime)                  | CWFC 69                                 | 7 giugno 2014    | 3     | 5:00  | Londra, Inghilterra          |                                                             |
| Vittoria  | 7-0    | Tobias Huber     | KO tecnico (pugni)                   | CWFC Fight Night 11                     | 18 aprile 2014   | 1     | 0:37  | Amman, Giordania             |                                                             |
| Vittoria  | 6-0    | Doni Miller      | KO tecnico (pugni)                   | CWFC 61                                 | 13 dicembre 2013 | 2     | 0:34  | Amman, Giordania             |                                                             |
| Vittoria  | 5-0    | Declan Williams  | Sottomissione (triangle choke)       | CWFC 60                                 | 5 ottobre 2013   | 2     | 0:34  | North London, Inghilterra    |                                                             |
| Vittoria  | 4-0    | Andy Green       | Sottomissione (rear-naked choke)     | CWFC 56                                 | 6 luglio 2013    | 1     | 4:00  | Londra, Inghilterra          |                                                             |
| Vittoria  | 3-0    | Carl Orriss      | Decisione (unanime)                  | UCMMA 32                                | 2 febbraio 2013  | 3     | 5:00  | Londra, Inghilterra          | Debutto nei pesi piuma                                      |
| Vittoria  | 2-0    | Kim Thinghaugen  | KO tecnico (stop medico)             | UWC 21                                  | 20 ottobre 2012  | 1     | 5:00  | Southend-on-Sea, Inghilterra |                                                             |
| Vittoria  | 1-0    | Nathan Greyson   | KO (pugno)                           | UCMMA 27                                | 7 aprile 2012    | 2     | 0:40  | Londra, Inghilterra          |                                                             |